# أيدان روس
أيدان روس (بالإنجليزية: Aidan Ross)‏ هو لاعب اتحاد الرغبي نيوزيلندي، ولد في 25 أكتوبر 1995 في غوسفورد في أستراليا.